# Cartolina

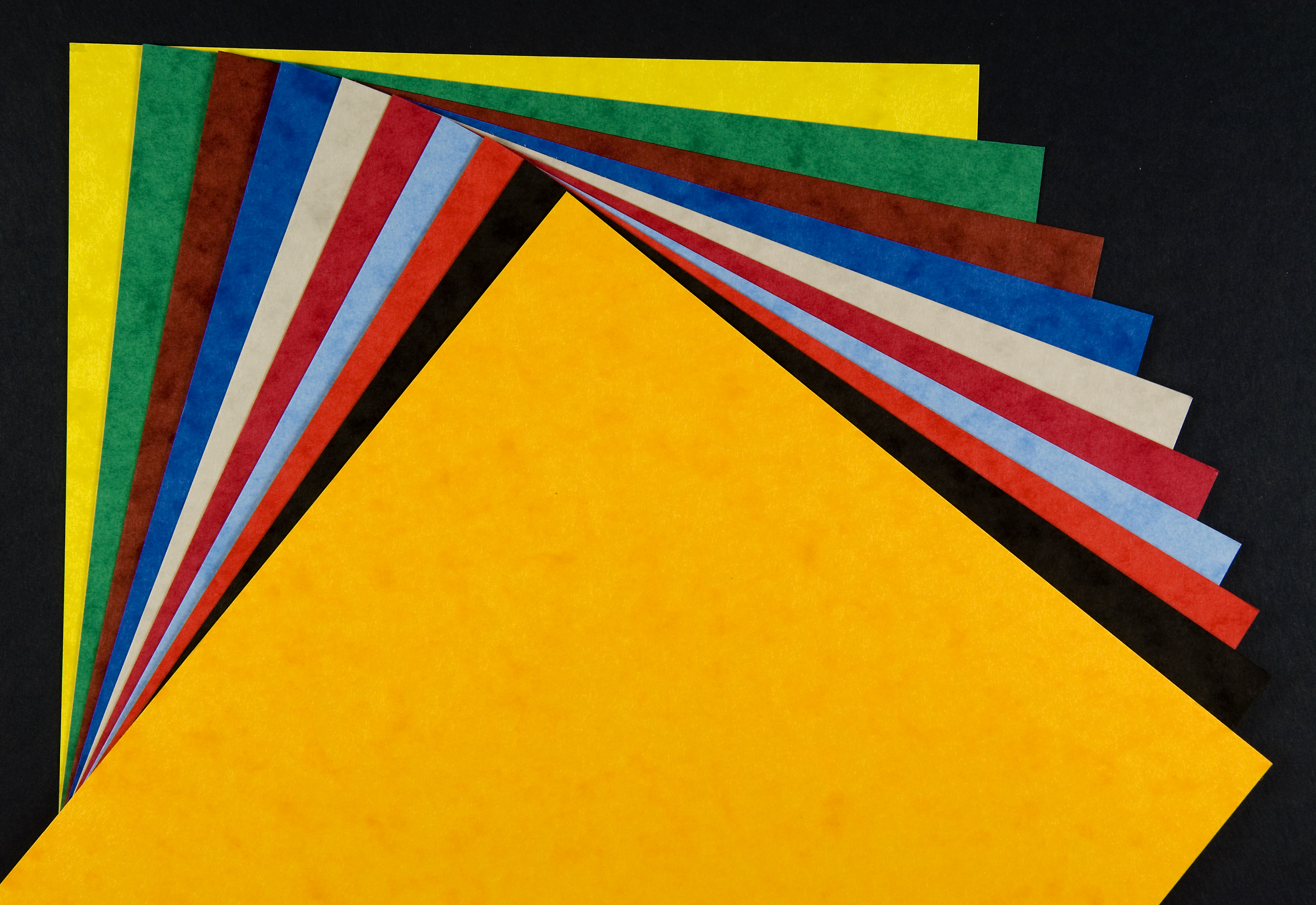
Cartolinas de diversas cores e texturas.

Cartolina, às vezes denominado papel cartão é um tipo de papel fabricado para diversas utilizações como elaboração de painéis de pintura, criação de avisos e desenvolvimento infantil em pré-escolas.

## Descrição
Possui diversas cores e tamanhos, geralmente são fabricadas em tamanho A1 ou 480mm a 500mm x 660mm, são vendidos em papelarias e lojas do ramo. Algumas possuem texturas.